# Subfusell Uzi
L'Uzi (en hebreu: עוזי) és un subfusell d'origen israelià, dissenyat i fabricat inicialment per Israel Military Industries (IMI). Pertany a la família d'armes de foc que van començar a compactar i alleugerir el pes dels subfusells. Les versions més petites i les més noves són considerades com pistoles automàtiques. L'IMI Uzi va ser una de les primeres armes a emprar un forrellat telescòpic, que permet inserir el carregador en l'empunyadura i escurçar la seva longitud, un disseny que no havia estat vist des de la pistola metralladora Tipus 2 japonesa.
El primer subfusell IMI Uzi va ser dissenyat per Uziel Gal (d'aquí el seu nom) a finals dels anys 1940. El prototip va ser acabat el 1950; primerament va ser posat en servei amb les Forces Especials de la FDI en 1954, sent subministrada a totes les unitats dos anys més tard. L'Uzi va ser emprat per les tropes de segona línia, oficials, artillers i tanquistes, igual que com a arma de primera línia per les unitats d'elit d'infanteria lleugera.
L'Uzi ha estat exportat a més de 90 països. Durant el seu servei actiu, ha estat fabricat per Indústries Militars d'Israel, FN Herstal i altres empreses. Des de la dècada de 1960 fins a la dècada de 1980, els Uzi van ser els subfusells més venuts en els mercats militars i policials que qualsevol altre subfusell fabricat fins llavors.

## Disseny

### Descripció
L'Uzi és un subfusell accionat mitjançant reculada de masses, que dispara a forrellat obert. Tant aquest com el subfusell txecoslovac CZ Model 25 (Sa vz. 25), van ser les primeres armes a emprar un forrellat "telescòpic", el qual embolica la recambra del canó. Això permet situar el canó més endins de la caixa de mecanismes i que el carregador s'allotgi en l'empunyadura, de manera que pugui emprar-se un forrellat pesant i amb baixa cadència de foc en una arma més curta i més equilibrada.
El subfusell està principalment construït en xapa d'acer estampada, fent-ho més barat de produir que una arma similar fabricada mitjançant forja i mecanitzat. Amb relativament poques peces mòbils, l'Uzi és senzill de desarmar per a manteniment o reparació. El carregador es troba allotjat en l'empunyadura, facilitant la recarrega intuïtiva en la foscor o en condicions difícils gràcies al principi de una mà troba a l'altra. L'empunyadura té un fiador accionat per pressió, que evita els trets accidentals. No obstant això, l'excel·lent carregador vertical dificulta disparar el subfusell estant tombat en el pis de cap per avall. L'Uzi té un ressalt per a baioneta.
Quan el subfusell està desamartellat, la finestra d'expulsió es tanca i així es prevé l'ingrés de pols i terra. Encara que la caixa de mecanismes de xapa de acer estampat de l'Uzi ve equipat amb ranures reforçades per acceptar l'acumulació de terra i sorra, el subfusell es pot travar amb grans quantitats de sorra acumulades durant combats en zones desèrtiques si és que no és netejat regularment.

### Problemes de disseny
L'Uzi ha estat criticat per ser un subfusell que dispara a forrellat obert. Les armes accionades mitjançant reculada de masses i que disparen a forrellat obert tendeixen a ser menys precises, a causa que, quan es pressiona el disparador, el forrellat és llançat amb força contra la recambra i interfereix amb la punteria del tirador. Ja que el forrellat es queda enrere en ser amartellat, la caixa de mecanismes és més susceptible a l'ingrés de sorra i terra. Però el sistema de tret a forrellat obert deixa al descobert la recambra del canó, la qual cosa millora el refredament quan es disparen ràfegues.

## Ocupació en combat

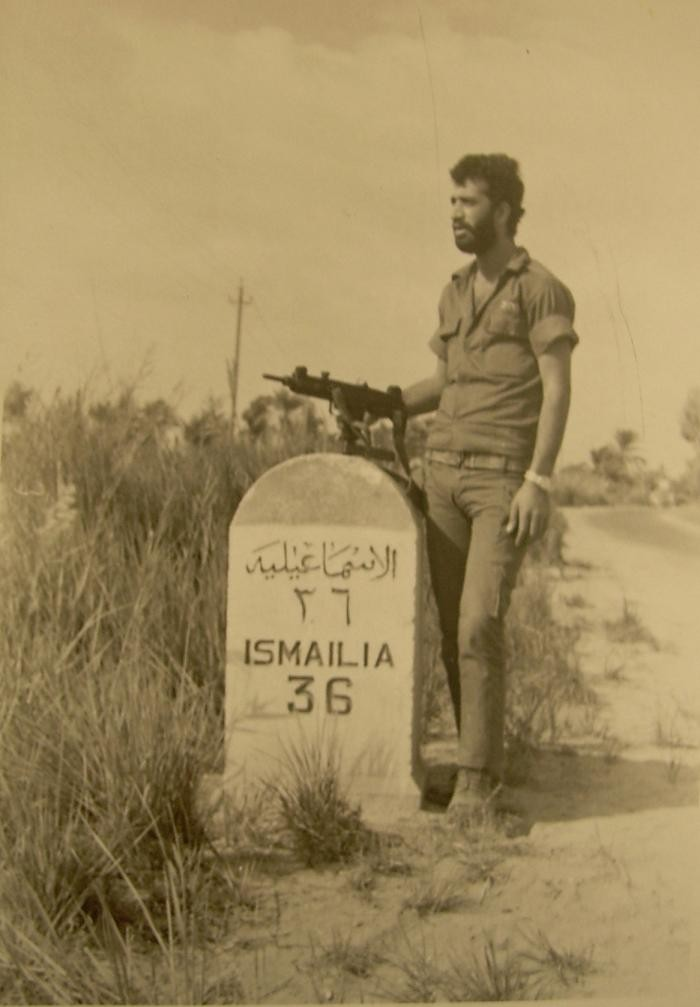
Soldat israelià amb un Uzi, durant la guerra de Yom Kipur.

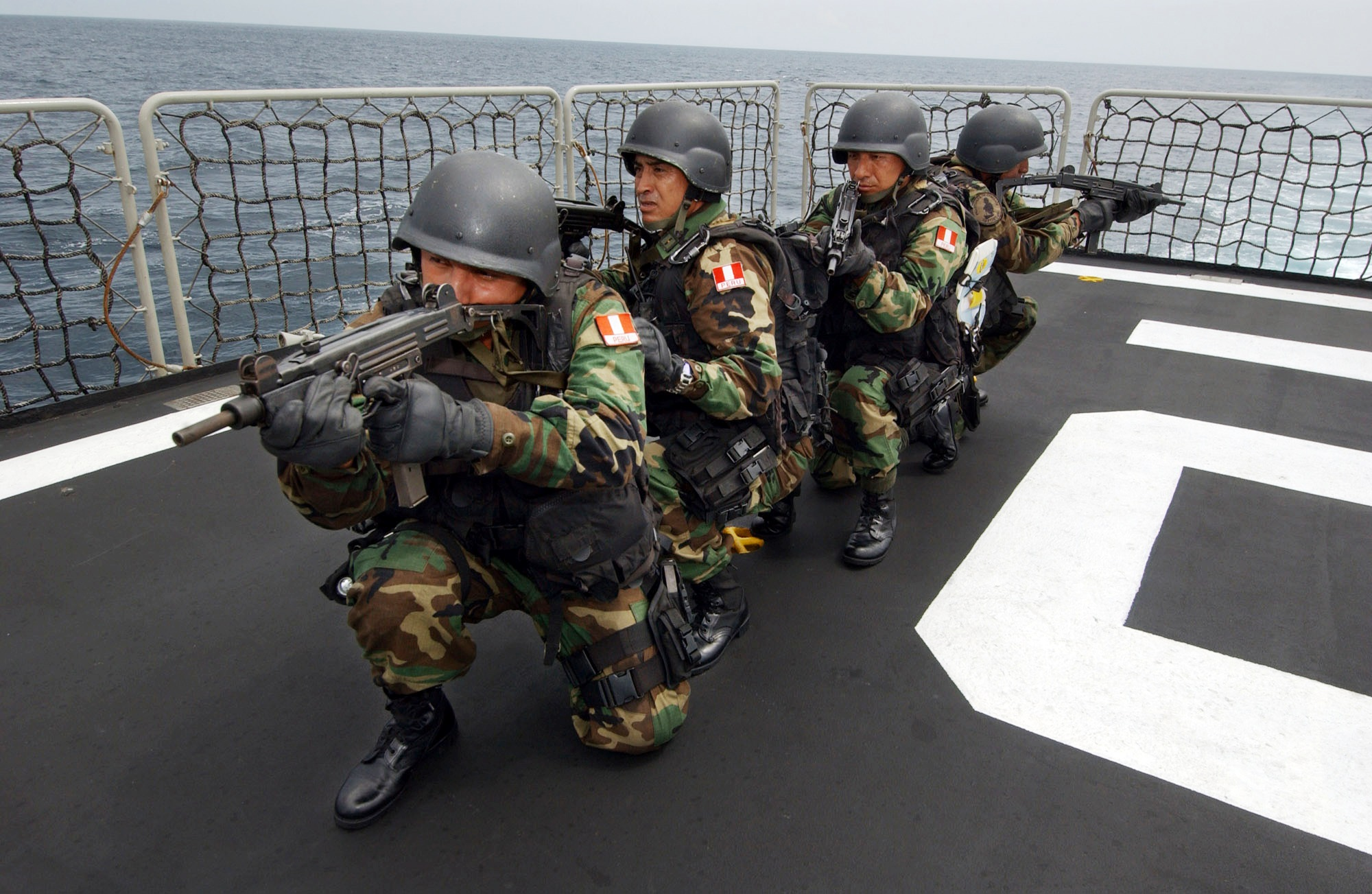
Soldats de la Marina de Guerra del Perú, armats amb l'Uzi.

L'Uzi va ser dissenyat pel Major (Capità per aquell temps) Uziel Gal de les Forces de Defensa Israelianes, després de la guerra àrab-israeliana de 1948. El subfusell va ser enviat a l'Exèrcit Israelià per ser avaluat i va sobrepassar a models de dissenys més convencionals a causa de la seva simplicitat i baix cost de producció. Gal no va voler que el subfusell anés cridat amb el seu nom, però la seva petició va ser ignorada. L'Uzi va ser adoptat oficialment en 1951. Va ser introduït entre les tropes especials de les FDI en 1954, generalitzant-se la seva ocupació dos anys més tard. Els primers Uzis estaven equipats amb una curta culata fixa de fusta, sent aquesta versió la que va participar en la Campanya de Suez en 1956. Els models posteriors anirien equipats amb una culata metàl·lica plegable.
L'Uzi va ser emprat com a arma personal per tropes auxiliars, oficials, artillers i tanquistas, així com arma de primera línia per les tropes especials d'assalt. La grandària compacta i poder de foc de l'Uzi van demostrar ser claus per netejar búnquers sirians i posicions defensives jordanes durant la guerra dels Sis Dies de 1967. Encara que el subfusell va ser relegat com a arma de segona línia en el servei de les Forces de Defensa Israelianes durant la dècada dels 80, alguns Uzis i variants d'aquests encara van ser emprats per algunes unitats de les FDI fins a desembre del 2003, quan les FDI van anunciar el retir complet de l'Uzi de totes les seves unitats.
En general, l'Uzi va ser una arma militar confiable. Però fins i tot aquest subfusell va caure víctima de les extremes quantitats de sorra i pols. Durant la campanya del Sinaí en la guerra del Yom Kippur, les unitats de l'Exèrcit Israelià que van arribar a Suez van reportar que de totes les seves armes lleugeres, solament les metralladores FN MAG calibre 7,62 mm es trobaven operatives.
L'Uzi va demostrar ser especialment útil per a les tropes mecanitzades que necessitaven una arma compacta, així com per a les unitats d'infanteria encarregades de netejar búnquers i altres espais tancats. Però el seu limitat abast (uns 50 metres) i precisió en manera automàtica eren desconcertants en enfrontar a forces enemigues armades amb armes lleugeres de més llarg abast, mentre que les metralladores lleugeres no sempre podien substituir als fusells. Aquests desavantatges eventualment van provocar la retirada de l'Uzi de les Forces de Defensa Israelianes.
L'Uzi també va ser emprat en conflictes fora d'Israel i el Mig Orient durant la dècada dels 60 i la dècada dels 70. Un bon nombre de subfusells Uzi calibre 9 mm van ser utilitzats per la cavalleria, policia i forces de seguretat portugueses durant les guerres colonials portugueses a l'Àfrica.

## Xifres de venda a nivell mundial

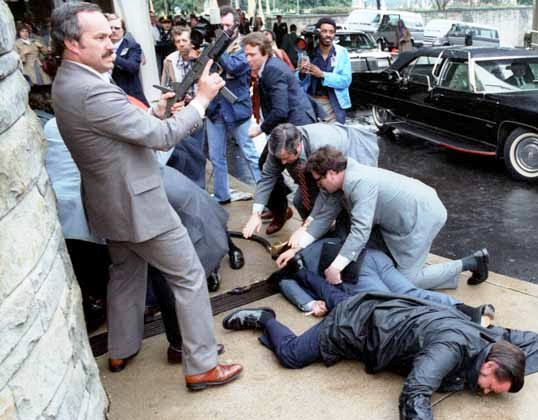
Agents del Servei Secret cobreixen l'evacuació del President Ronald Reagan durant l'intent d'assassinat per part de John Hinckley, Jr. el 30 de març de 1981. Observeu a l'agent que porta un Uzi amb carregador de 40 cartutxos, en cas d'un altre atac.

Les vendes totals de l'Uzi a la data (finals de 2001) han proveït a la IMI més de 2 mil milions de dòlars, amb més de 90 països emprant el subfusell en les seves forces armades o policials.
- El Bundeswehr alemany va utilitzar l'Uzi des de 1959 amb la denominació MP2 (especialment per als tripulants de tancs), sent actualment reemplaçat pel HK MP7.
- A la Policia Nacional de Colòmbia encara és emprat i actualment se li ha vist en servei, però amb el reemplaçament gradual pel IMI Tavor en la seva variant MicroTavor, que està subcalibrada i ve de fàbrica amb un kit de conversió ràpida per al calibre 9 mm, el seu ús serà limitat i es donaran de baixa de l'inventari.
- La Unitat de Resposta Urgent de la Gardaí irlandesa està reemplaçant l'Uzi amb l'HK MP7
- A finals dels anys 70, l'Uzi va ser fabricat sota llicència en Rhodèsia a partir de peces israelianes i posteriorment rhodesianes. Aquest model és comunament anomenat "Rhuzi" (encara que aquest nom també va ser aplicat a alguns subfusells de disseny local)
- Sri Lanka va ordenar uns quants milers de Mini Uzi i Carabines Uzi durant els 90. Actualment estan servint en el regiment de Forces Especials de l'Exèrcit ceilanès i com l'arma principal de la Força d'Operacions Especials de la Policia quan protegeixen personatges importants.
- El Servei Secret dels Estats Units, l'agència que protegeix al President dels Estats Units, va utilitzar l'Uzi per cobrir l'evacuació del President d'una àrea de risc. Quan Ronald Reagan va ser atacat per John Hinckley Jr. el 30 de març de 1981 fora de l'hotel Washington Hilton, un agent del Servei Secret va treure un Uzi d'un maletí i va cobrir la rereguarda de la limusina presidencial mentre aquesta accelerava amb el president ferit a bord rumb a un hospital.[3]
- A Veneçuela, les unitats de Forces Especials, Policia Militar i diversos organismes policials de prevenció i investigació encara utilitzen l'Uzi en l'actualitat com a armament estàndard.
- A tots els marins mercants de la línia Zim Integrated Shipping Services se'ls subministra l'Uzi i són entrenats per utilitzar-lo.[9]

## Variants

### Militars
L'Uzi estàndard és un subfusell amb un canó de 254 mm (10 polzades). Té una cadència de 600 trets/minut quan empra munició 9 x 19; la cadència del model calibri .45 ACP és de 500 trets/minut.
La Mini Uzi és una versió més petita de l'Uzi estàndard, introduïda en 1980. Té una longitud de 600 mm (23,62 polzades) o 360 mm (14,17 polzades) amb la culata plegada. El seu canó mesura 197 mm (7,76 polzades), té una velocitat de boca de 375 metres/segon (1230 peus/segon) i un abast efectiu de 100 metres. Té una cadència de 950 trets/minut a causa del seu forrellat més curt.
El Micro-Uzi és una versió encara més petita de l'Uzi, introduïda en 1986. Té una longitud de 486 mm, que es redueix a 282 mm quan es plega el seu culata i el seu canó mesura 117 mm. La seva velocitat de boca és de 350 metres/segon (1148 peus/segon) i té una cadència d'1.250 trets/minut.
L'Uzi-Pro és una versió millorada del Micro-Uzi que va ser introduïda en 2010 per Indústries Armeras d'Israel, abans la divisió Magen (Armes Lleugeres) d'Indústries Militars Israelianes. L'Uzi-Pro és un subfusell amb foc selectiu, accionat per reculada de masses i que dispara a forrellat tancat, amb l'empunyadura i el guardamans fets d'una sola peça de polímer per reduir el seu pes; l'empunyadura va ser redissenyada per poder disparar-se a dues mans i facilitar el control quan es dispara en manera automàtica una arma tan petita. També incorpora tres rieles Picatinny, dos als costats del canó i un damunt del calaix de mecanismes per muntar mires òptiques, estant situada la mania del forrellat en el costat esquerre d'est. El nou subfusell pesa 2,32 kg i té una longitud de 529 mm amb la culata desplegada, i de 300 mm amb la culata plegada. Ha estat comprat per les FDI en quantitats limitades per a la seva avaluació i està per decidir-se si ordenarà unitats addicionals per a totes les seves Forces Especials.

### Civils
La Carabina Uzi té una aparença similar al subfusell, però està equipada amb un canó de 400 mm (16 polzades) per respectar la longitud mínima del canó per a la seva venda al mercat civil nord-americà. Dispara a forrellat tancat i solament en manera semiautomàtica, emprant un percutor d'agulla llançada en lloc d'un fix.
La Carabina Uzi va tenir dues variants principals, el Model A (importada des de 1980 fins a 1983) i la Modelo B (importada des de 1983 fins a 1989). Ambdues variants van ser importades i distribuïdes per Action Arms.
A mitjan dècada de 1990, l'empresa xinesa Norinco va fabricar una còpia sense llicència de la Modelo B amb modificacions per evitar la Prohibició d'Import d'Armes d'Assalt. La culata plegable va ser reemplaçada per una de fusta que embolicava l'empunyadura, la rosca del canó va ser soldada i se li va llevar el ressalti per a la baioneta. L'arma tenia un acabat gris fosfatat i va ser venuda com la M320.
La Carabina Mini-Uzi té una aparença similar al Mini-Uzi, però està equipada amb un canó de 503 mm (19,8 polzades) per respectar la longitud mínima del canó per a la seva venda al mercat civil nord-americà. Dispara a forrellat tancat i solament en manera semiautomàtica.
La Pistola Uzi és una variant semiautomàtica accionada per reculada de masses i que dispara a forrellat tancat. La seva velocitat de boca és de 345 metres/segon. És un Micro-Uzi sense culata i sense capacitat de disparar en manera automàtica. Els possibles usuaris d'aquesta pistola van ser diverses agències de seguretat que necessitaven una pistola semiautomàtica amb gran capacitat de bales, o tiradors civils que desitjaven una pistola amb tals característiques i que se semblés a l'Uzi. Va ser introduïda en 1984 i fabricada fins a 1993.
Una companyia coneguda com a Vector Arms ha construït i ofert "versions pistola" de la Carabina Uzi i la Carabina Mini-Uzi. Aquestes versions no tenen culata i tenen un canó més curt.

### Altres calibres
La majoria dels Uzi disparen cartutxos 9 x 19 Parabellum, encara que alguns disparen .22 LR (5,5 mm),.41 AE (10,4 mm) o .45 ACP (11,43 mm). També existeixen versions que disparen els cartutxos .40 S&W i 10 mm Auto.

## Cultura popular
L'Uzi i les seves variants és una de les més populars armes de foc del món. Juntament amb el MP5 i el MAC-10, han aparegut moltes vegades en pel·lícules, sèries de televisió i videojocs.
L'Uzi va ser dissenyat per disparar-se amb una sola mà, per si l'usuari perdia l'ús de l'altra en combat. A causa d'aquesta gran versatilitat, molts personatges de ficció són representats disparant dues Uzis (una a cada mà). En realitat, disparar eficientment d'aquesta forma seria gairebé impossible.